# まちづくり松山
まちづくり松山（まちづくりまつやま）は、愛媛県松山市に本社を置く日本の企業。
「収入・調達」、「施策・再投資」、「人材の呼び込み・育成」の好循環を確立させ、民主導の持続可能なまちづくりと市民の記憶の集積体（思い出）づくりを推進しているとして、2007年に中小企業庁の「はばたく商店街30選」に選ばれた。

## 概要
「みんなでつくろう松山のまち」を合言葉に松山市全体の活性化と拠点連携を推進している2005年7月1日に設立されたまちづくり会社。まちづくり松山には、松山市の中心市街地の商店街組合の他、地元金融機関、伊予鉄道、松山商工会議所、松山市が出資している。
松山銀天街･大街道商店街の2つの商店街に25台のビジョンを設置し、各種イベント情報や広告等の映像配信を行っている他、商店街のアーケードでポスター等を活用して屋外広告事業を行い収益を挙げている。松山市との間では、公共空間の利用に関して中心市街地活性化事業連携協定、広告物活用地区協定のほか、道路管理協定を締結しており、これにもとづき道路の使用・占有許可申請受付を行っている。
広告宣伝事業で得た収益を活用してまちづくりの取り組みを通じてイベントの実施、人材の育成などを行っている。
平成24年にオープンした松山市まちなか子育て・市民交流センター（てくるん）の指定管理事業を開業から令和5年3月の閉業まで請け負った。
2021年５月に、観光案内所「だんだんinfo」を開設するとともに、日本初にして日本唯一（2024年6月現在）の飛び地の一括免税事業協同組合「松山ショッピングツーリズム事業協同組合」を設立した。

## 事業内容
- 愛媛・松山観光インフォメーションセンター「だんだんinfo」[7][8]
- 松山市まちなか子育て・市民交流センター（てくるん）指定管理事業[9]
- 広告事業[10]
- 駐車券事業[11]
- エリアマネジメント事業[12]